# DR-Baureihe ET 91
Die Baureihe ET 91 der Deutschen Reichsbahn (DR) waren elektrische Triebwagen für Sonderverkehre. Die auch als Gläserner Zug bekannten Fahrzeuge mit der Achsfolge Bo’2’ waren, ähnlich wie Aussichtswagen, rundum sowie an den Dachpartien verglast. Dadurch wurde den Fahrgästen eine besondere Rundumsicht geboten. Sie wurden nur zu Ausflugs- und Sonderfahrten eingesetzt, insbesondere in Süddeutschland und Österreich.

## Geschichte

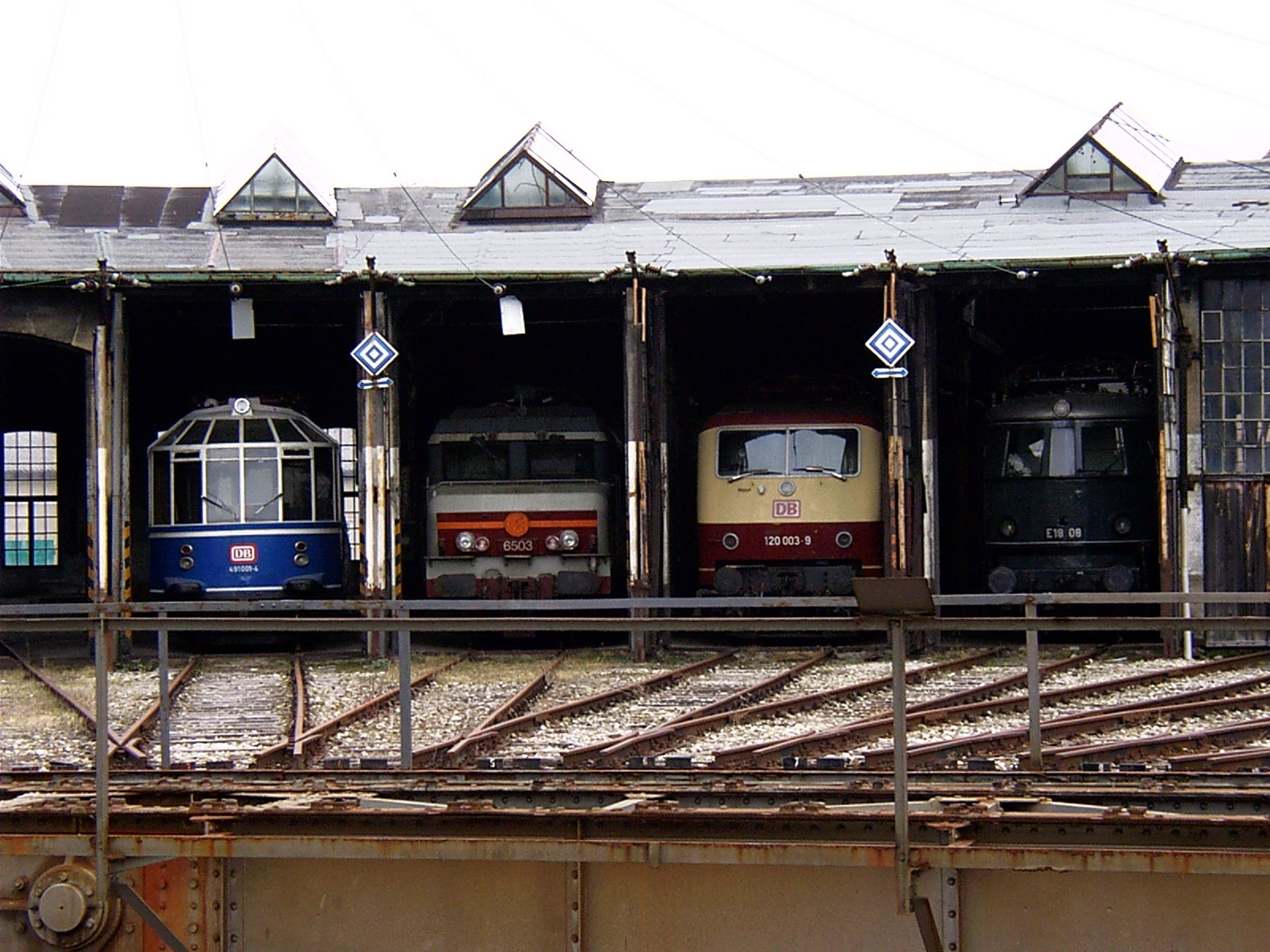
Der Gläserne Zug an seinem heutigen Standort im Bahnpark Augsburg

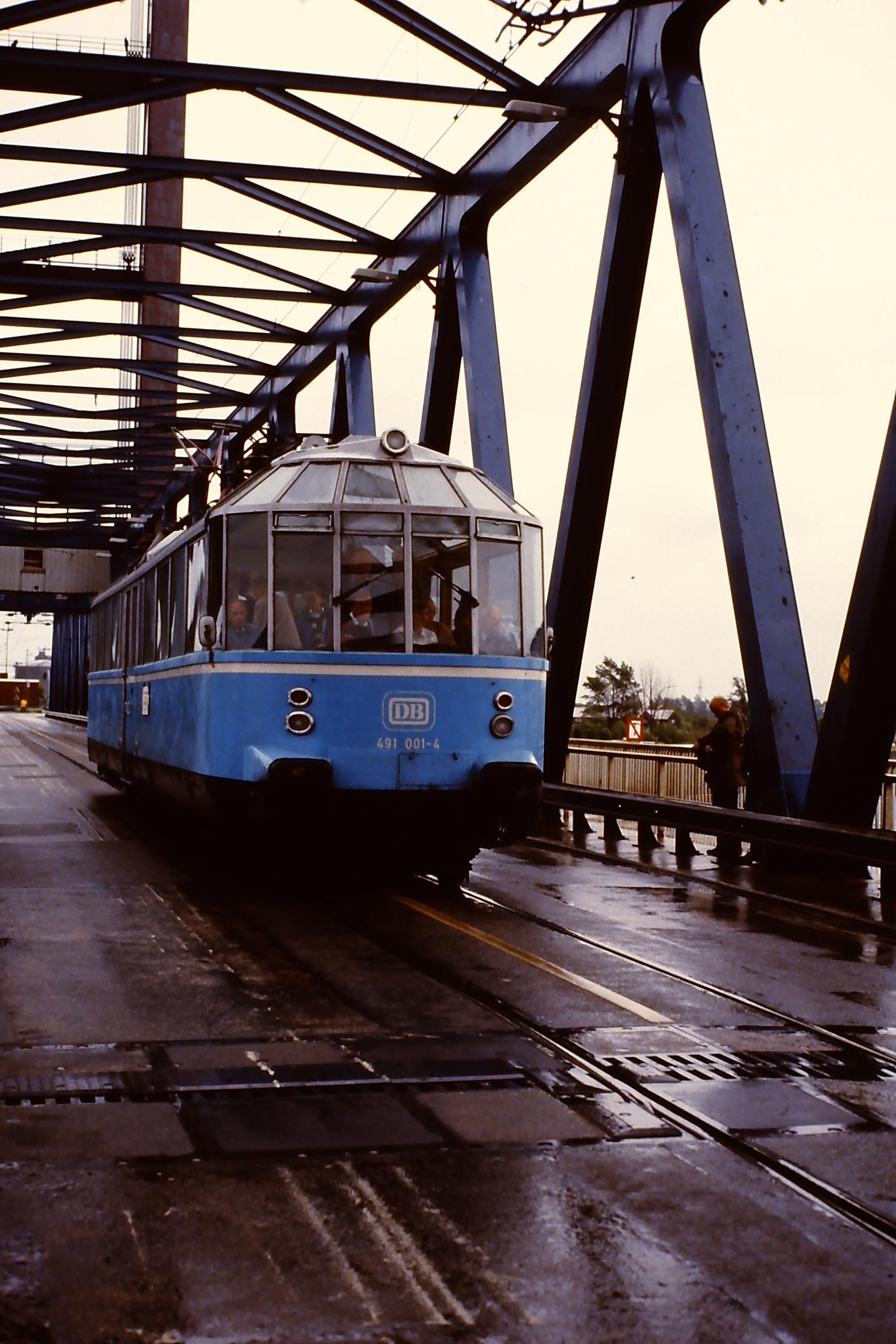
Auf der Kattwykbrücke im Hamburger Hafen (1988)

Die Triebwagen wurden 1935 in zwei Exemplaren als elT 1998 und 1999 von der Waggonfabrik Fuchs in Heidelberg (mechanischer Teil) und AEG (elektrischer Teil) gebaut. Ab ihrer Auslieferung waren sie im Bahnbetriebswerk München Hbf beheimatet. Der mechanische Teil wurde im Reichsbahnausbesserungswerk Neuaubing und die elektrische Ausrüstung in der Betriebsabteilung München Hbf des Reichsbahnausbesserungswerks München-Freimann instand gehalten.
Der ET 91 02 wurde am 9. März 1943 bei einem Bombenangriff auf das Münchener Bahnbetriebswerk getroffen, brannte völlig aus und wurde am 9. Juli 1943 ausgemustert. Der verbleibende ET 91 01 wurde daraufhin nach Bichl evakuiert, im dortigen Lokschuppen eingemauert und blieb daher betriebsbereit erhalten. Er kam nach dem Zweiten Weltkrieg zur Deutschen Bundesbahn und wurde erneut vom Bahnbetriebswerk München Hbf aus eingesetzt. Umbauten erfolgten 1953 und 1961. Ab 1968 wurde er als Baureihe 491 mit der Nummer 491 001-4 geführt.
Der Gläserne Zug befuhr viele Strecken in Deutschland, Österreich (unter anderem die Karwendelbahn) und der Schweiz (unter anderem die Gotthardbahn). Für die Fahrten in der Schweiz besaß er einen zweiten Stromabnehmer mit schmalerer Wippe (Einholmstromabnehmer). Auf nicht elektrifizierten Strecken wurde er von Diesellokomotiven geschleppt.
Am 12. Dezember 1995 wurde der verbliebene Triebwagen bei einem Unfall im Bahnhof Garmisch-Partenkirchen schwer beschädigt und ist seitdem nicht mehr fahrtüchtig. Bei dem Frontalzusammenstoß wurde ein Mensch getötet sowie 51 weitere Personen, darunter auch Eisenbahnmitarbeiter, verletzt.

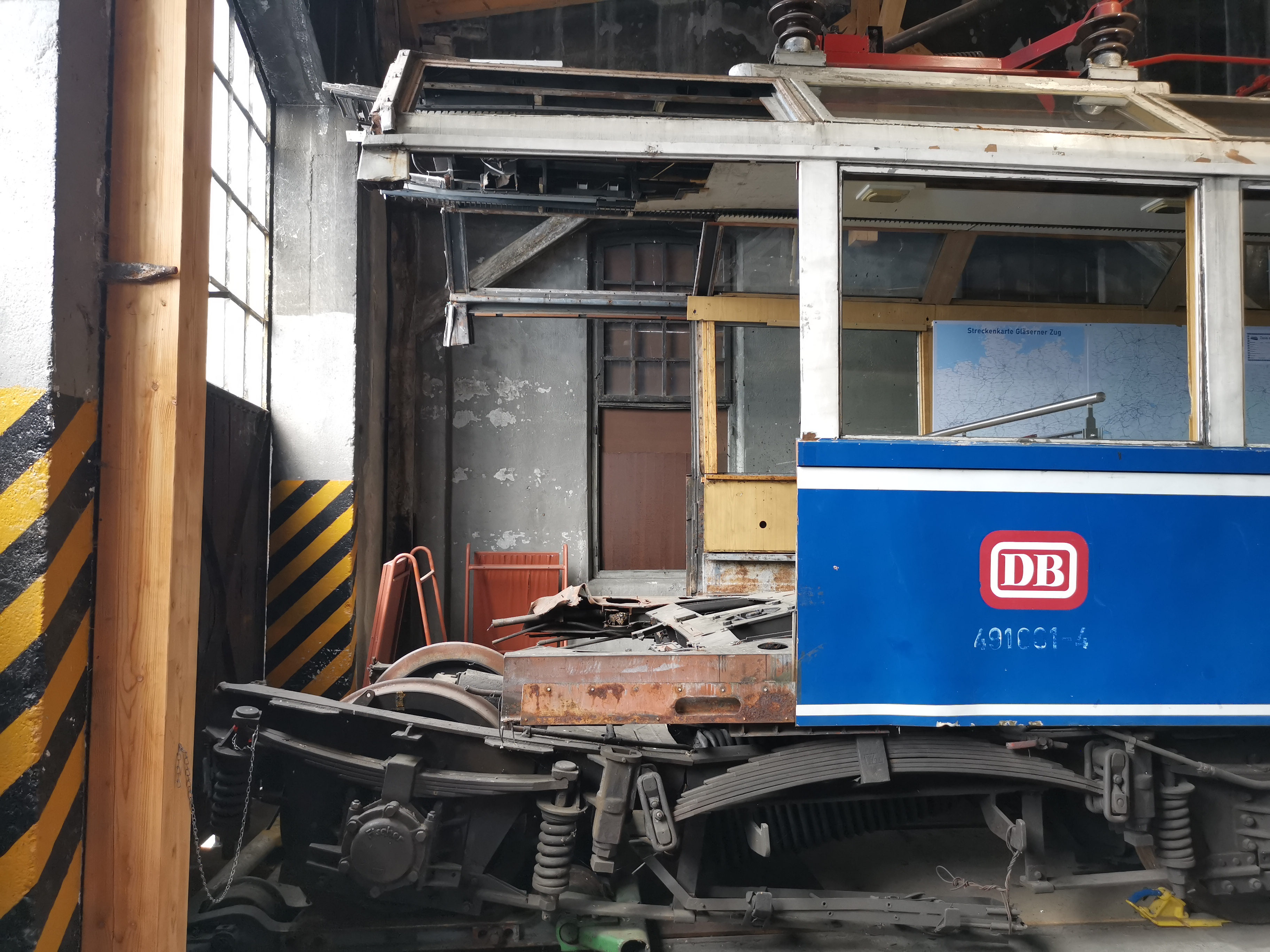
Wrack des gläsernen Zuges im Bahnpark Augsburg

Der beschädigte Triebwagen wurde zunächst im Bahnbetriebswerk Garmisch-Partenkirchen und ab Januar 1996 im Ausbesserungswerk München-Neuaubing abgestellt. Zum 31. Dezember 1997 strich die Deutsche Bahn das Fahrzeug aus ihrem Bestand und der Triebwagen wurde dann vom Verkehrsmuseum Nürnberg übernommen. Seit Mai 2005 steht er im Bahnpark Augsburg. Mit Stand 2005 wurde das Fahrzeug durch die Stiftung Bahn-Sozialwerk-Gruppe Gläserner Zug und den Gläserner Zug e. V. restauriert; eine betriebsbereite Wiederherstellung ist aus Kostengründen jedoch nicht vorgesehen. So wurden bei dem Unfall unter anderem das Antriebsdrehgestell und eine Wagenhälfte zerstört. Die Kosten der Restaurierung einschließlich des Einbaus des vorhandenen Ersatzdrehgestells wurden auf circa 100.000 Euro geschätzt.

## Innenraum

Der Gläserne Zug zur Präsentation in Dresden Hauptbahnhof (1995)

Die Triebwagen waren in drei, durch zwei Zwischenwände voneinander getrennte, Räume geteilt, darunter zwei Fahrgasträume und den mittigen Einstiegsraum. Die Führerstände befanden sich an den Enden der Fahrgasträume und waren von diesen nicht abgetrennt. Falls bei Dunkelheit mit Licht im Fahrgastraum gefahren wurde, ließen sich für den Triebfahrzeugführer unangenehme Blendwirkungen durch einen Vorhang vermeiden.
Die 35 gepolsterten Doppelsitzbänke der zweiten, bis 1956 dritten, Wagenklasse ließen sich umstellen, so dass jeder Fahrgast in Fahrtrichtung sitzen konnte. Hierbei ergaben sich gute Sichtverhältnisse von allen Plätzen. Dabei war es notwendig, die elektrische Ausrüstung soweit möglich unter dem Wagenfußboden unterzubringen. Seitenwände und Dachschrägen wurden, soweit es die Festigkeit des Wagenkastens zuließ, als Fenster ausgeführt. Auch die Zwischenwände waren im oberen Teil aus Glas. Die Zugtoilette war im Einstiegsraum so tief wie möglich eingebaut, ihre Oberkante lag nur wenig über der Unterkante der Fenster, so dass die Sicht dadurch nicht eingeschränkt wurde.

## Film
- SWR: Eisenbahn-Romantik – Der Gläserne Zug (Folge 254)
- DVD  Traumreise durch Bayern mit dem Gläsernen Zug